# Dun-sur-Meuse
Dun-sur-Meuse ist eine französische Gemeinde mit 590 Einwohnern (Stand 1. Januar 2022) im Département Meuse in der Region Grand Est (bis 2015 Lothringen). Sie liegt im Arrondissement Verdun und im Kanton Stenay.

## Geografie
Die Gemeinde Dun-sur-Meuse liegt an der Maas zwischen Verdun und Sedan auf einer Höhe zwischen 170 und 282 m über dem Meeresspiegel. Das Gemeindegebiet umfasst 6,49 km².

## Geschichte
Durch die Bestimmungen im Friede von Vincennes kam Dun-sur-Meuse 1661 zu Frankreich.
Eine Parade von Abordnungen der Truppen fand am 21. Dezember 1917 vor dem allerhöchsten Kriegsherrn, dem Kaiser Wilhelm II., statt. Mit der Parade und den anschließend verliehenen Auszeichnungen würdigte er deren Leistungen.

## Bevölkerungsentwicklung
| Jahr      | 1962 | 1968 | 1975 | 1982 | 1990 | 1999 | 2007 | 2019 |
| Einwohner | 717  | 700  | 782  | 747  | 806  | 752  | 752  | 660  |

## Sehenswürdigkeiten
- Kirche Notre-Dame-de-Bonne-Garde in der Oberstadt, ab 1346 erbaut

## Persönlichkeiten
- Jean Ipoustéguy (1920–2006), französischer Künstler und Bildhauer